# Wanda Pietruszka
Wanda Pietruszka (ur. 1890 w Bytomiu, zm. 1967 w Katowicach) – polska działaczka narodowa, radna Rady Miejskiej w Katowicach, łączniczka i sanitariuszka w trakcie powstań śląskich.

## Życiorys
Urodziła się w 1890 roku w Bytomiu w rodzinie inteligenckiej. Ukończyła żeńskie gimnazjum w Katowicach (obecne VIII Liceum Ogólnokształcące im. Marii Skłodowskiej-Curie w Katowicach), po czym pracowała w latach 1911–1939 jako sekretarka w delegaturze Polskiego Czerwonego Krzyża w Katowicach.
Działała w Towarzystwie Gimnastycznym „Sokół”, Towarzystwie Polek oraz Towarzystwie Śpiewaczy „Ogniwo”. Uczestniczyła w I i II powstaniu śląskim jako łączniczka i sanitariuszka, natomiast w okresie plebiscytu brała udział m.in. w opiece nad osobami przybyłymi na Górny Śląsk na głosowanie. W okresie III powstania śląskiego była sanitariuszką w pułku katowickim pod dowództwem Rudolfa Niemczyka.
W 1922 roku zastąpiła Wiktora Sojkę na stanowisku radnej Rady Miejskiej w Katowicach.
Zmarła w Katowicach w 1967 roku.